# La Salvetat-sur-Agout
Pour les articles homonymes, voir La Salvetat et Agout (homonymie).
La Salvetat-sur-Agout [la salvə.'ta syʁ a.'gut] (occitan : La Salvetat d'Agot [la salβe.'tat d‿a.'gut]) est une commune française située dans l'ouest du département de l'Hérault, en région Occitanie.
La Salvetat-sur-Agout est une commune rurale qui compte 1 115 habitants en 2022, après avoir connu un pic de population de 4 260 habitants en 1851. Ses habitants sont appelés les Salvetois et Salvetoises.
Exposée à un climat de montagne, elle est drainée par l'Arn, la Vèbre, l'Agout, le ruisseau de Vernoubre, la Sème, le Rieufrech, le ruisseau de Peyre Male, le ruisseau de Réganard, le ruisseau des Planquettes et par divers autres petits cours d'eau. Incluse dans le parc naturel régional du Haut-Languedoc, la commune possède un patrimoine naturel remarquable : un site Natura 2000 (la « vallée de l'Arn ») et sept zones naturelles d'intérêt écologique, faunistique et floristique.

## Géographie

### Localisation
Commune située dans le parc naturel régional du Haut-Languedoc dans la zone que l'on appelle les Hauts cantons de l'Hérault. Elle est limitrophe du département du Tarn.

### Communes limitrophes
La Salvetat-sur-Agout est limitrophe de sept autres communes dont quatre dans le département du Tarn.
Les communes limitrophes sont  Anglès, Fraisse-sur-Agout, Lacaune, Lamontélarié, Le Soulié, Nages et Riols.
|                     | Lacaune (Tarn)        | Nages (Tarn)      |
| Lamontélarié (Tarn) | La Salvetat-sur-Agout | Fraisse-sur-Agout |
| Anglès (Tarn)       | Le Soulié             | Riols             |

### Lieux-dits et écarts
La commune est la deuxième du département de l'Hérault en superficie, avec 8 755 hectares. Elle comprend de nombreux hameaux et quelque 139 lieux-dits, dont les principaux sont :
- Arifat
- Ayalet
- Baliere
- Baquier
- Barthèses (les)
- Barthézou
- Belbèze
- Bellevue
- Belot
- Beluguet
- Besses Basses
- Besses Hautes
- Biquery
- Bonabou
- Bonneval
- Bouldouires (les)
- Bouriotte (la)
- Broutille (la)
- Burguet (le)
- Cabanot
- Cabrials
- Cacavel
- Cambarot
- Cambou (le)
- Camp del Tour
- Camparut
- Camporel
- Camperdut
- Canalasse (la)
- Cantarane
- Cas
- Casteillet (le)
- Caumezelles
- Cavalié
- Cabille
- Cité de Marcouls
- Citou
- Cledelle (la)
- Col d’Empy
- Colombier
- Combe Birot
- Combe du Faux
- Combe Rouge
- Combecanden
- Combesalat
- Combette(la)
- Combres
- Condax
- Couffignet
- Cournut (le)
- Coutelieres (les)
- Crouzet (le)
- Croye (la)
- Dévès (le)
- Dévèze (la)
- Dévezel (le)
- Douvieres (les)
- Drayes (les)
- Farguettes (les)
- Faubourg Campemar
- Faure
- Félicien
- Font Blanche (la)
- Font Cabrials
- Font dal roc
- Font Rouge (la)
- Fontalbes
- Fonts (les)
- Fournas (le)
- Gache (la)
- Gachette (la)
- Gamelas
- Gazel (le)
- Gibou
- Gieussels
- Gorse Basse (la)
- Gorse Haute (la)
- Goudal
- Goursolles (les)
- Goutin fabre
- Goutin pere
- Goutine de Maur
- Goutinemale
- Grualgues
- Gruasse (la)
- Gua de la Vergne
- Gua des Brasses
- Guillou Bas
- Guillou Haut
- Jammou
- Jasse (la)
- Jasse de Sécun (la)
- Jasse du Banès (la)
- Jean Andrieu
- Label
- Laffachadou
- Lanau
- Larénas
- La Roussille
- Lassoubs
- Lattes (les)
- Layrolle
- Lignères basses
- Lixirié
- Lunel
- Madrague (la)
- Maldinier
- Malescalier
- Marcouls
- Mas d’Azais
- Mégès
- Meriat
- Mirelac
- Montblanc
- Moulières
- Moulin du Trou
- Moutouse (la)
- Nayriel
- Ondes (les)
- Padou
- Pagès
- Paillé de Bastide
- Pastourel
- Pause (la)
- Pautru (la)
- Pesseplane
- Pesses (las)
- Peyral (le)
- Peyralade
- Peyrebesse
- Peyremale
- Pioussourne (la)
- Piquestelle
- Pistre
- Plaine de Cas
- Plamelot
- Planacan
- Planchers (les)
- Pode (la)
- Pradelles de Cas (les)
- Prat del Fau
- Prat Tancat
- Pré du Rey
- Pré grand (le)
- Primaube (la)
- Querelle
- Rajal (le)
- Raziades (les)
- Rebondin
- Rec (le)
- Reganard
- Renquiere
- Renteille
- Resclause(la)
- Rescol
- Rey (le)
- Rieu (le)
- Rieu Blanc
- Rieumajou
- Roubillouse (la)
- Roussille Basse (la)
- Roussille Haute (la)
- Roussolp
- Roussolp petit
- Roy
- Sagne de Gos
- Salvetat (la), village
- Saujas le Bas
- Saujas le Haut
- Sénégas
- Serayac
- Serre (le)
- Sidobre
- Soult (le)
- Suquet (le)
- Tane (la)
- Tautas (le)
- Taverne (la)
- Tenèle (la)
- Triby (le)
- Vaissiere
- Valiere
- Végende (la)
- Verdier (le)
- Vergne Escure
- Vergne Redonde
- Vernech
- Vernets
- Verniole
- Vialanove
- Vidals (les)
- Violette (la)
- Vivié (le).

### Hydrographie
La commune est arrosée par l'Agout qui forme le lac de la Raviège et ses affluents la Vèbre et le ruisseau de Vernoubre ainsi que l'Arn un affluent du Thoré.

### Géologie et relief
La superficie de la commune est de 8 755 hectares ; son altitude varie de 663  à   1 087 mètres.

### Voies de communication et transports
Accès avec la route nationale 607, ainsi qu'avec les transports en commun Hérault Transport.

### Climat
Pour des articles plus généraux, voir Climat de l'Occitanie et Climat de l'Hérault.
En 2010, le climat de la commune est de type climat des marges montargnardes, selon une étude s'appuyant sur une série de données couvrant la période 1971-2000. En 2020, Météo-France publie une typologie des climats de la France métropolitaine dans laquelle la commune est dans une zone de transition entre le climat océanique altéré et le climat méditerranéen et est dans la région climatique  Provence, Languedoc-Roussillon, caractérisée par une pluviométrie faible en été, un très bon ensoleillement (2 600 h/an), un été chaud (21,5 °C), un air très sec en été, sec en toutes saisons, des vents forts (fréquence de 40 à 50 % de vents > 5 m/s) et peu de brouillards.
Pour la période 1971-2000, la température annuelle moyenne est de 10,2 °C, avec une amplitude thermique annuelle de 14,9 °C. Le cumul annuel moyen de précipitations est de 1 417 mm, avec 12 jours de précipitations en janvier et 5,7 jours en juillet. Pour la période 1991-2020, la température moyenne annuelle observée sur la station météorologique la plus proche, située sur la commune de Lacaune à 12 km à vol d'oiseau, est de 10,2 °C et le cumul annuel moyen de précipitations est de 1 468,2 mm,. Pour l'avenir, les paramètres climatiques de la commune estimés pour 2050 selon différents scénarios d’émission de gaz à effet de serre sont consultables sur un site dédié publié par Météo-France en novembre 2022.
Le 10 et 11 janvier 2024, des chutes de neige significatives sont enregistrées sur la commune et dans les hauts cantons de l'Hérault.

### Milieux naturels et biodiversité

#### Espaces protégés
La protection réglementaire est le mode d’intervention le plus fort pour préserver des espaces naturels remarquables et leur biodiversité associée,.
Un  espace protégé est présent sur la commune : 
le parc naturel régional du Haut-Languedoc, créé en 1973 et d'une superficie de 307 184 ha, qui s'étend sur 118 communes et deux départements. Implanté de part et d’autre de la ligne de partage des eaux entre Océan Atlantique et mer Méditerranée, ce territoire est un véritable balcon dominant les plaines viticoles du Languedoc et les étendues céréalières du Lauragais,.

#### Réseau Natura 2000

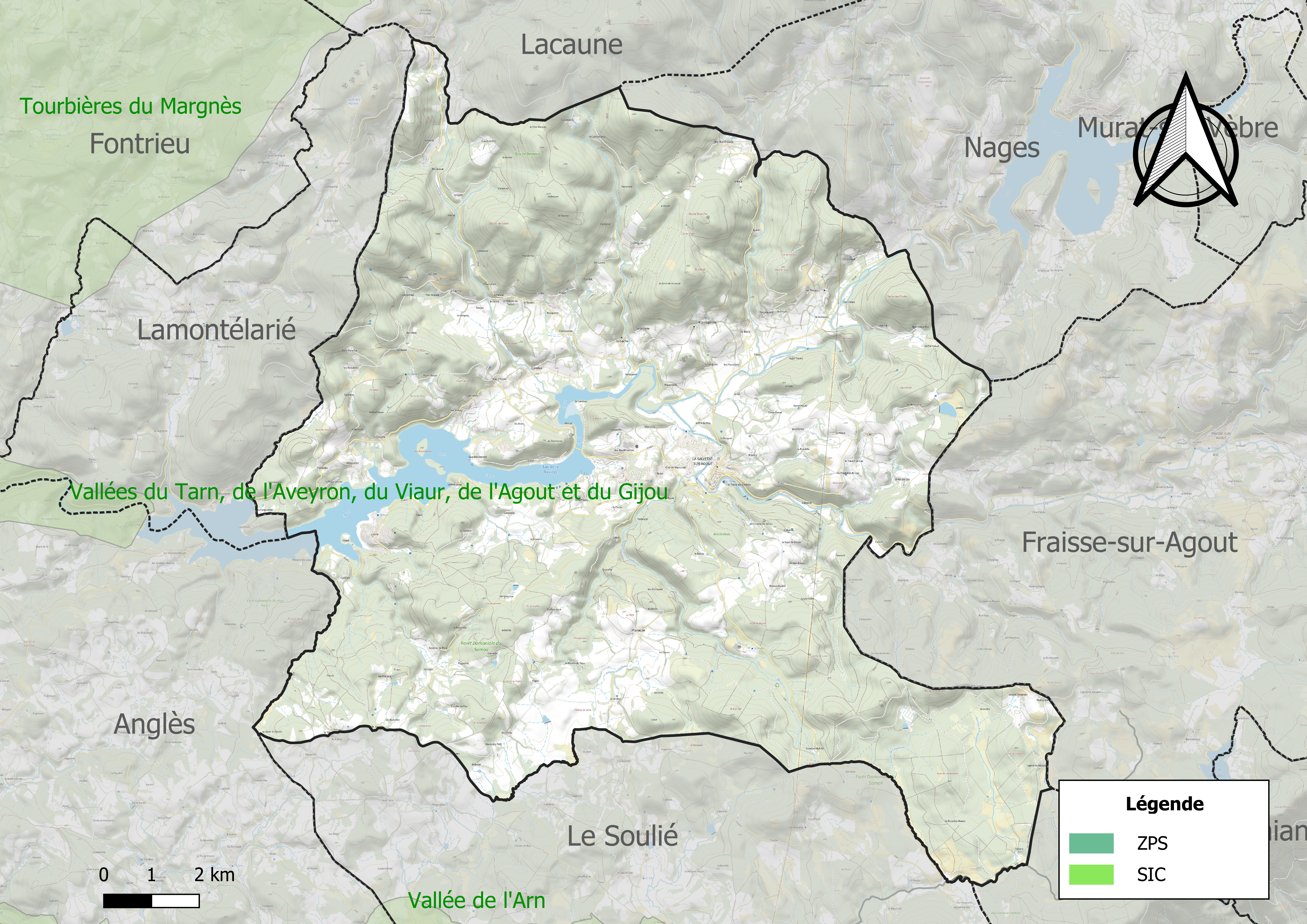
Site Natura 2000 sur le territoire communal.

Le réseau Natura 2000 est un réseau écologique européen de sites naturels d'intérêt écologique élaboré à partir des directives habitats et oiseaux, constitué de zones spéciales de conservation (ZSC) et de zones de protection spéciale (ZPS).
Un site Natura 2000 a été défini sur la commune au titre de la directive habitats : la « vallée de l'Arn », d'une superficie de 1 456 ha, dont le site est réduit au lit mineur du cours d'eau, concerne trois espèces aquatiques : Loutre, Moule perlière et Écrevisse à pattes blanches.

#### Zones naturelles d'intérêt écologique, faunistique et floristique
L’inventaire des zones naturelles d'intérêt écologique, faunistique et floristique (ZNIEFF) a pour objectif de réaliser une couverture des zones les plus intéressantes sur le plan écologique, essentiellement dans la perspective d’améliorer la connaissance du patrimoine naturel national et de fournir aux différents décideurs un outil d’aide à la prise en compte de l’environnement dans l’aménagement du territoire.
Trois ZNIEFF de type 1 sont recensées sur la commune :
- la « tourbière de la Moutouse » (19 ha), couvrant 2 communes du département[19] ;
- les « tourbières de Planacan, Verdier et de la Jasse » (100 ha), couvrant 2 communes du département[20],
- la « vallée de l'Arn (et tourbière de Baïssescure et du Bourdelet) » (461 ha), couvrant 5 communes dont quatre dans l'Hérault et une dans le Tarn[21] ;

et quatre ZNIEFF de type 2, : 
- les « bois, landes, pelouses et zones humides des environs du lac du Laouzas » (7 053 ha), couvrant 5 communes dont deux dans l'Hérault et trois dans le Tarn[22] ;
- le « massif du Somail » (23 004 ha), couvrant 11 communes dont dix dans l'Hérault et une dans le Tarn[23] ;
- les « sagnes du plateau d'Anglès et bassin versant de l'Arn » (9 725 ha), couvrant 10 communes dont deux dans l'Hérault et huit dans le Tarn[24];
- les « zones humides des Monts de Lacaune » (10 888 ha), couvrant 9 communes dont une dans l'Hérault et huit dans le Tarn[25].

Carte des ZNIEFF de type 1 et 2 à La Salvetat-sur-Agout.
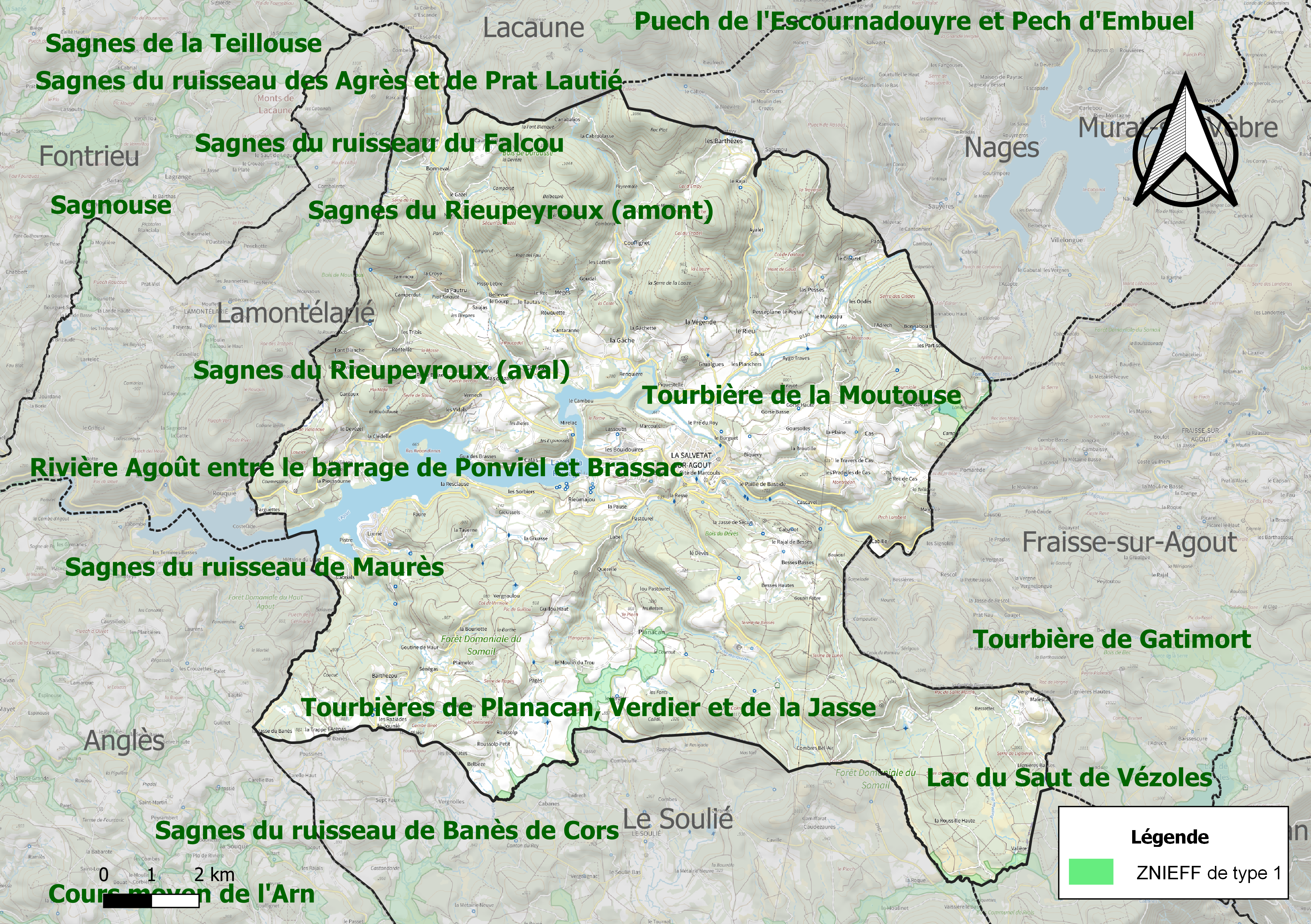
Carte des ZNIEFF de type 1 sur la commune.
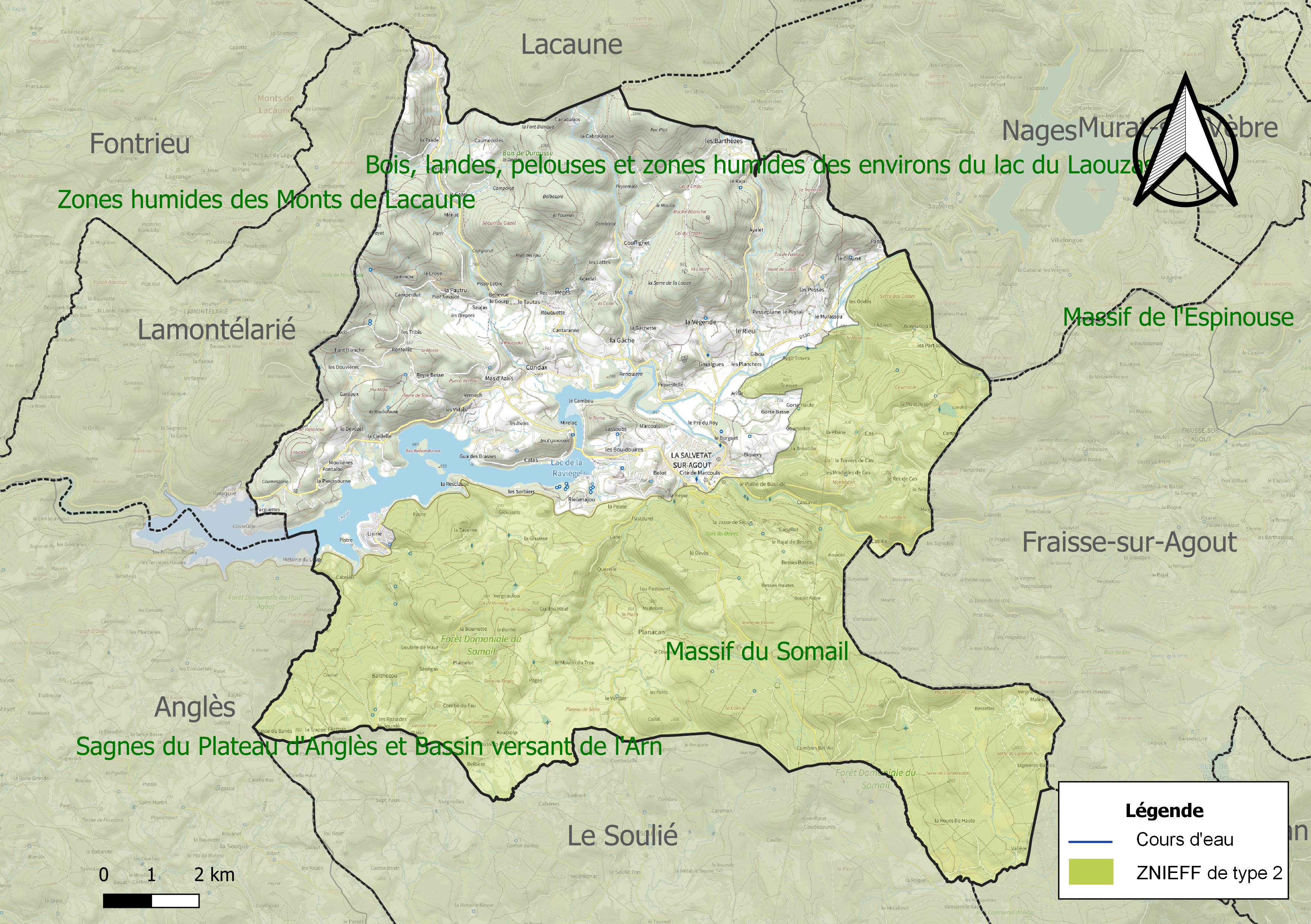
Carte des ZNIEFF de type 2 sur la commune.

## Urbanisme

### Typologie
Au 1er janvier 2024, La Salvetat-sur-Agout est catégorisée commune rurale à habitat dispersé, selon la nouvelle grille communale de densité à sept niveaux définie par l'Insee en 2022.
Elle est située hors unité urbaine et hors attraction des villes,.

### Occupation des sols

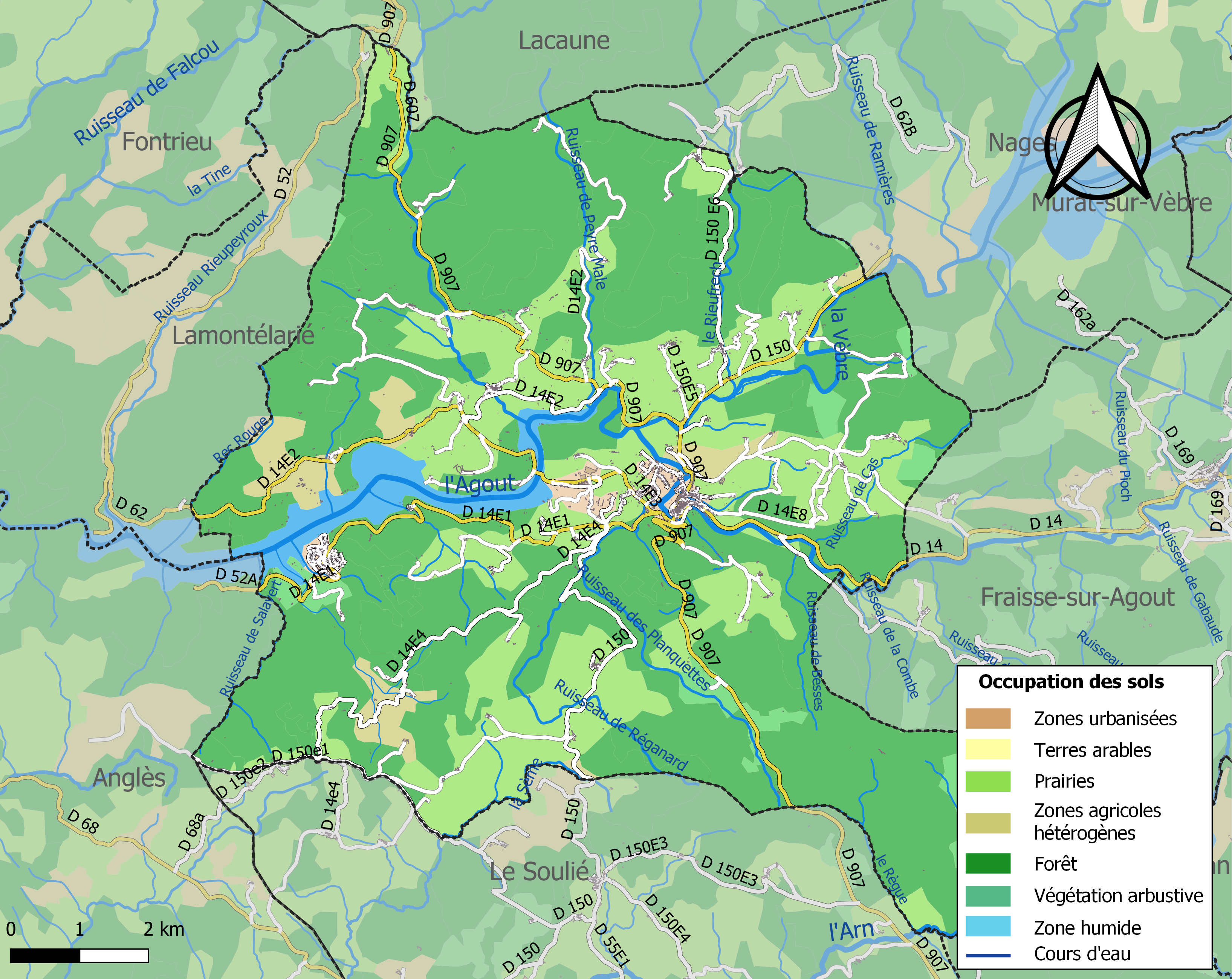
Carte des infrastructures et de l'occupation des sols de la commune en 2018 (CLC).

L'occupation des sols de la commune, telle qu'elle ressort de la base de données européenne d’occupation biophysique des sols Corine Land Cover (CLC), est marquée par l'importance des forêts et milieux semi-naturels (66,8 % en 2018), une proportion sensiblement équivalente à celle de 1990 (66 %). La répartition détaillée en 2018 est la suivante : forêts (63,3 %), prairies (25,5 %), milieux à végétation arbustive et/ou herbacée (3,5 %), zones agricoles hétérogènes (3,3 %), eaux continentales (3,1 %), zones urbanisées (1 %), espaces verts artificialisés, non agricoles (0,5 %). L'évolution de l’occupation des sols de la commune et de ses infrastructures peut être observée sur les différentes représentations cartographiques du territoire : la carte de Cassini (XVIIIe siècle), la carte d'état-major (1820-1866) et les cartes ou photos aériennes de l'IGN pour la période actuelle (1950 à aujourd'hui).

### Risques majeurs
Le territoire de la commune de La Salvetat-sur-Agout est vulnérable à différents aléas naturels : météorologiques (tempête, orage, neige, grand froid, canicule ou sécheresse), inondations et séisme (sismicité très faible). Il est également exposé à deux risques technologiques,  le transport de matières dangereuses et la rupture d'un barrage, et à un risque particulier : le risque de radon. Un site publié par le BRGM permet d'évaluer simplement et rapidement les risques d'un bien localisé soit par son adresse soit par le numéro de sa parcelle.

#### Risques naturels
Certaines parties du territoire communal sont susceptibles d’être affectées par le risque d’inondation par débordement de cours d'eau, notamment l'Agout, l'Arn, la Vèbre et le ruisseau de Vernoubre. La commune a été reconnue en état de catastrophe naturelle au titre des dommages causés par les inondations et coulées de boue survenues en 1982, 1987, 1995, 1996, 1997, 1999, 2014, 2017 et 2018,.
La Salvetat-sur-Agout est exposée au risque de feu de forêt du fait de la présence sur son territoire. Un plan départemental de protection des forêts contre les incendies (PDPFCI) a été approuvé en juin 2013 et court jusqu'en 2022, où il doit être renouvelé. Les mesures individuelles de prévention contre les incendies sont précisées par deux arrêtés préfectoraux et s’appliquent dans les zones exposées aux incendies de forêt et à moins de 200 mètres de celles-ci. L’arrêté du 25 avril 2002 réglemente l'emploi du feu en interdisant notamment d’apporter du feu, de fumer et de jeter des mégots de cigarette dans les espaces sensibles et sur les voies qui les traversent sous peine de sanctions. L'arrêté du 11 mars 2013 rend le débroussaillement obligatoire, incombant au propriétaire ou ayant droit,.

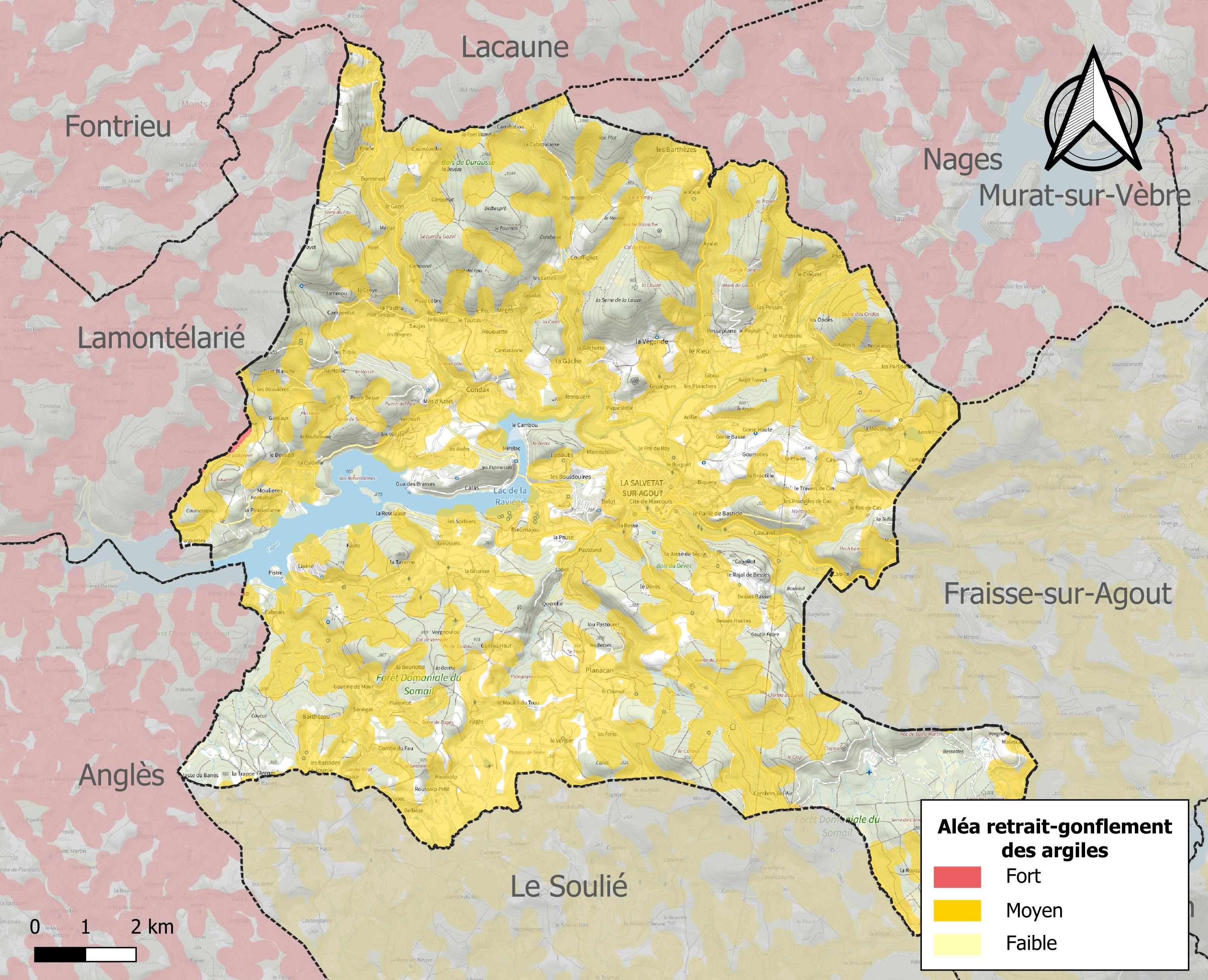
Carte des zones d'aléa retrait-gonflement des sols argileux de La Salvetat-sur-Agout.

Le retrait-gonflement des sols argileux est susceptible d'engendrer des dommages importants aux bâtiments en cas d’alternance de périodes de sécheresse et de pluie. 58,3 % de la superficie communale est en aléa moyen ou fort (59,3 % au niveau départemental et 48,5 % au niveau national). Sur les 1 342 bâtiments dénombrés sur la commune en 2019, 1 075 sont en aléa moyen ou fort, soit 80 %, à comparer aux 85 % au niveau départemental et 54 % au niveau national. Une cartographie de l'exposition du territoire national au retrait gonflement des sols argileux est disponible sur le site du BRGM,.
Par ailleurs, afin de mieux appréhender le risque d’affaissement de terrain, l'inventaire national des cavités souterraines permet de localiser celles situées sur la commune.
Concernant les mouvements de terrains, la commune a été reconnue en état de catastrophe naturelle au titre des dommages causés par des mouvements de terrain en 2017.

#### Risques technologiques
Le risque de transport de matières dangereuses sur la commune est lié à sa traversée par des infrastructures routières ou ferroviaires importantes ou la présence d'une canalisation de transport d'hydrocarbures. Un accident se produisant sur de telles infrastructures est susceptible d’avoir des effets graves sur les biens, les personnes ou l'environnement, selon la nature du matériau transporté. Des dispositions d’urbanisme peuvent être préconisées en conséquence.
La commune est en outre située en aval du Barrage du Laouzas, un ouvrage de classe A situé dans le département du Tarn sur la Vèbre et disposant d'une retenue de 45 millions de mètres cubes. À ce titre elle est susceptible d’être touchée par l’onde de submersion consécutive à la rupture d'un de ces ouvrages.

#### Risque particulier
Dans plusieurs parties du territoire national, le radon, accumulé dans certains logements ou autres locaux, peut constituer une source significative d’exposition de la population aux rayonnements ionisants. Certaines communes du département sont concernées par le risque radon à un niveau plus ou moins élevé. Selon la classification de 2018, la commune de La Salvetat-sur-Agout est classée en zone 3, à savoir zone à potentiel radon significatif.

## Toponymie
Le nom de la localité est attesté sous la forme ecclesiam de Salvetas en 1102.
De salvetat, équivalent occitan de sauveté, évolution du bas latin salvitatem, soit « lieu d'asile ». Ces sauvetés ou salvetats étaient des villes nouvelles où l'on pouvait trouver refuge ou asile. Ces asiles étaient habituellement organisés par une autorité ecclésiastique, à partir du XIIe siècle, essentiellement dans le Midi de la France.

## Histoire

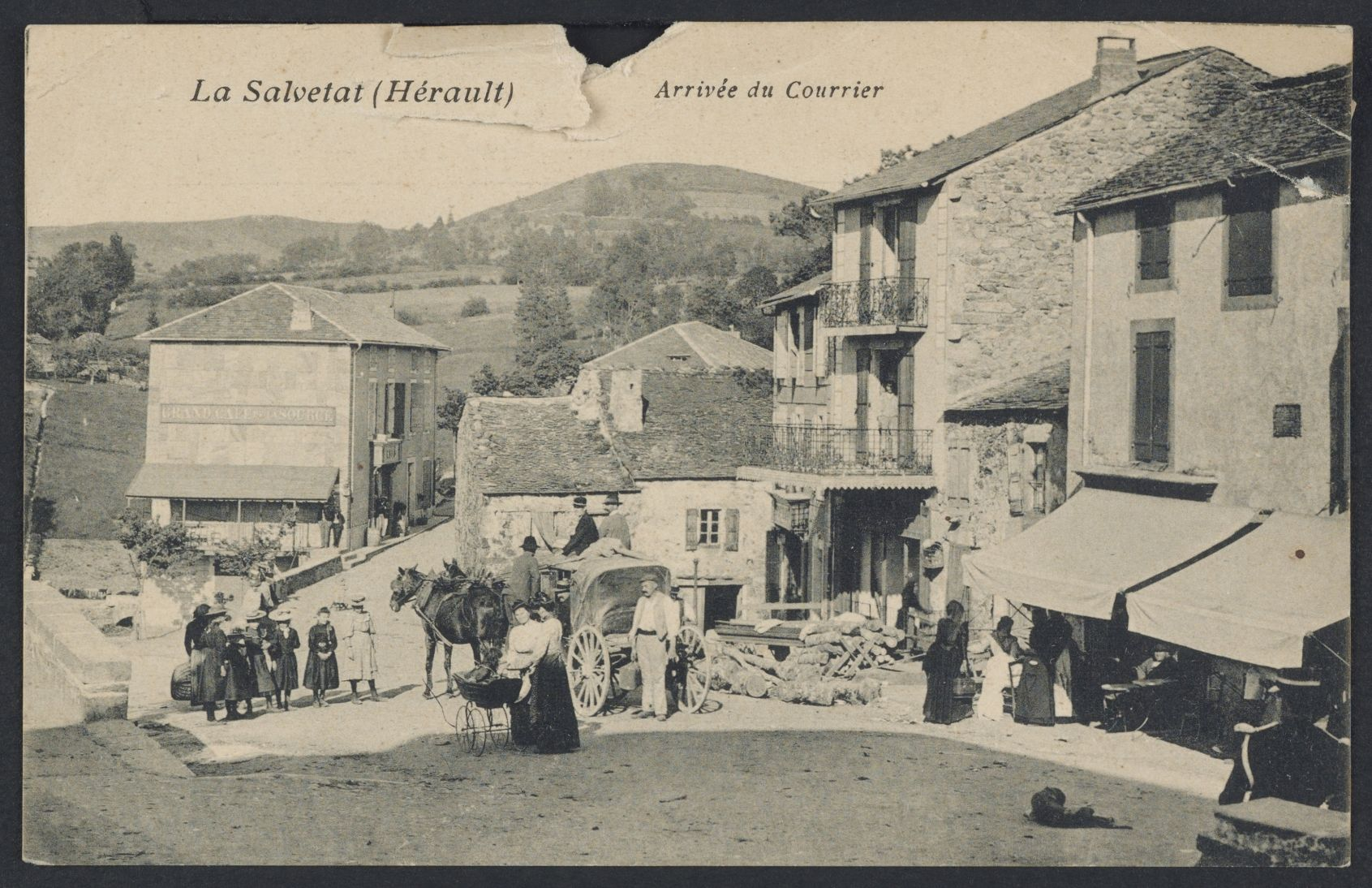
Carte postale de l'arrivée du courrier (fin - début XX).

Le peuplement de la commune remonte au Xe siècle, là où se trouvent la chapelle de Saint-Étienne de Cavall et le vieux pont des pèlerins sur la Vèbre. Pour des raisons de sécurité, les habitants s'installent au XIIe siècle au piton rocheux plus haut, un lieu de refuge fortifié, ce qui explique le nom de La Salvetat. Guillaume de Jourdain (Guillaume Jordan de Cornouailles) depuis la tour médiévale du Cazal défendait les remparts, mais ce seigneur fait en 1311, cession, rémission et donation à Pierre IV Roger, abbé de l'abbaye Saint-Pons de Thomières avec Arnaud de Roquecefières de tous les droits et fiefs qu'ils avaient sur le château et le terroir de La Salvetat. En 1317, cet abbé-évêque inféoda certains biens de la Bastide.
On entrait en ville par une des trois portes : la Poterne, le Carretal et la Portanelle. Malgré ses défenses, la ville a été prise et le château et les remparts détruits et reconstruits plusieurs fois au cours de l'histoire, notamment au temps des Cathares et à l'époque des guerres de Religion.[réf. nécessaire]
Lors de la Révolution française, les citoyens de la commune se réunissent au sein de la société révolutionnaire, baptisée « Société républicaine » en 1793.
La commune portait le nom de La Salvetat ou La Salvetat-d'Anglès. Le 17 octobre 1848, la Salvetat prend le nom de La Salvetat-sur-l'Agout. Par le décret du 8 octobre 1958, la commune prend le nom de La Salvetat-sur-Agout.

### Héraldique
| Armes de La Salvetat-sur-Agout | Les armes de La Salvetat-sur-Agout se blasonnent ainsi : « de gueules à une tour d'argent ajourée et maçonnée de sable, sommée de trois donjons d'or aussi maçonnés de sable, celui du milieu plus haut que les autres, le tout posé sur une rivière d'azur ». |

## Politique et administration

### Administration municipale
Le nombre d'habitants au recensement de 2011 étant compris entre 500 et 1 499 habitants, le nombre de membres du conseil municipal pour l'élection de 2014 est de quinze,.

### Rattachements administratifs et électoraux
Commune faisant partie de l'arrondissement de Béziers de la communauté de communes des Monts de Lacaune et de la Montagne du Haut Languedoc et du canton de Saint-Pons-de-Thomières.

### Liste des maires
| Période      | Période      | Identité                | Étiquette | Qualité |
| ------------ | ------------ | ----------------------- | --------- | --- |
| 1797         | 1798         | Alexis Gros             |           | Agent de l'administration municipale                                                                            |
| 1798         | 1803         | Joseph Gazel            |           | |
| 1803         | 1807         | R. Despradels           |           | |
| 1807         | 1814         | Raynaud                 |           | |
| 1814         | 1820         | D. De Landes            |           | |
| 1820         | 1829         | Marie-Joseph De Raynaud |           | Vicomte |
| 1829         | 1834         | Louis Hector Gavoy      |           | |
| 1834         | 1840         | Zozime Cauquil          |           | |
| 1840         | 1847         | Louis Gros              |           | |
| 1847         | 1855         | Pierre Bournie          |           | |
| 1855         | 1858         | Zozime Cauquil          |           | Conseiller général du Canton de La Salvetat-sur-Agout (1852-1861)                                               |
| 1858         | 1868         | Emile Gros              |           | |
| 1868         | 1870         | Jean Bourdel            |           | |
| 1870         | 1877         | Auguste Roque           |           | Conseiller général du Canton de La Salvetat-sur-Agout (1880-1886)                                               |
| 1877         | 1884         | Léopold Azaïs           |           | |
| 1884         | 1895         | Jean Bourdel            |           | |
| 1895         | 1903         | Anselme Roques          |           | Conseiller général du Canton de La Salvetat-sur-Agout (1886-1898)                                               |
| 1903         | 1919         | Jean Gauzy              |           | Conseiller général du Canton de La Salvetat-sur-Agout (1898-1919)                                               |
| 1919         | 1924         | Adrien Vidal            |           | |
| 1924         | 1941         | Jean-Louis Cros         |           | Conseiller général du Canton de La Salvetat-sur-Agout (1919-1940)                                               |
| 1941         | 1944         | Albert Astruc           |           | |
| 1944         | 1945         | Aimé Sebe               |           | |
| 1945         | 1947         | Augustin Guiraud        |           | |
| 1947         | février 1984 | Maurice De Crozals      | Droite    | Conseiller général du Canton de La Salvetat-sur-Agout (1949-1984)                                               |
| mars 1984    | février 1989 | Yves Monti              |           | |
| mars 1989    | janvier 1990 | Jean Guiraud            | PS        | Conseiller général du Canton de La Salvetat-sur-Agout (1984-1992)                                               |
| janvier 1990 | mars 2008    | Francis Cros            | PS        | Conseiller général du Canton de La Salvetat-sur-Agout (1992-2015) Ancien président de la communauté de communes |
| mars 2008    | mai 2020     | Thibault Estadieu       | DVD       | |
| mai 2020     | En cours     | Francis Cros            | PS        | |

## Population et société

### Démographie
Ses habitants sont appelés les Salvetois.
Au dernier recensement, la commune comptait 1115 habitants.
| 1793  | 1800  | 1806  | 1821  | 1831  | 1836  | 1841  | 1846  | 1851  |
| ----- | ----- | ----- | ----- | ----- | ----- | ----- | ----- | ----- |
| 2 813 | 2 919 | 3 177 | 3 649 | 3 986 | 3 845 | 4 009 | 4 174 | 4 260 |

| 1856  | 1861  | 1866  | 1872  | 1876  | 1881  | 1886  | 1891  | 1896  |
| ----- | ----- | ----- | ----- | ----- | ----- | ----- | ----- | ----- |
| 4 035 | 3 777 | 3 896 | 3 668 | 3 656 | 3 548 | 3 601 | 3 320 | 3 124 |

| 1901  | 1906  | 1911  | 1921  | 1926  | 1931  | 1936  | 1946  | 1954  |
| ----- | ----- | ----- | ----- | ----- | ----- | ----- | ----- | ----- |
| 2 999 | 2 841 | 2 711 | 2 200 | 2 104 | 1 949 | 1 919 | 1 677 | 1 506 |

| 1962  | 1968  | 1975  | 1982  | 1990  | 1999  | 2006  | 2007  | 2012  |
| ----- | ----- | ----- | ----- | ----- | ----- | ----- | ----- | ----- |
| 1 532 | 1 361 | 1 115 | 1 174 | 1 153 | 1 118 | 1 194 | 1 204 | 1 112 |

| 2017  | 2022  | - | - | - | - | - | - | - |
| ----- | ----- | - | - | - | - | - | - | - |
| 1 141 | 1 115 | - | - | - | - | - | - | - |

### Service public
Police municipale, caserne de sapeurs pompiers. En 2011 elle emploie 24 agents de la fonction publique territoriale.

### Enseignement
La Salvetat-sur-Agoût fait partie de l'académie de Montpellier.
La commune dispose d'une école maternelle et élémentaire.

### Santé
- Centre communal d'action sociale, maison de retraite[48]...

### Culture et festivités
Cuisine languedocienne, Moments musicaux de La Salvetat-sur-Agout, festival de la poésie sauvage, festival country...

### Activités sportives
Chasse, pétanque, randonnée pédestre, Orient'Raid, pêche, sports nautiques,

## Économie

### Revenus
En 2018, la commune compte 528 ménages fiscaux, regroupant 1 002 personnes. La médiane du revenu disponible par unité de consommation est de 19 970 € (20 330 € dans le département).

### Emploi
|                | 2008   | 2013   | 2018   |
| -------------- | ------ | ------ | ------ |
| Commune        | 6 %    | 7,3 %  | 10,2 % |
| Département    | 10,1 % | 11,9 % | 12 %   |
| France entière | 8,3 %  | 10 %   | 10 %   |

En 2018, la population âgée de 15 à 64 ans s'élève à 638 personnes, parmi lesquelles on compte 74,4 % d'actifs (64,2 % ayant un emploi et 10,2 % de chômeurs) et 25,6 % d'inactifs,. En  2018, le taux de chômage communal (au sens du recensement) des 15-64 ans est inférieur à celui du département, mais supérieur à celui de la France, alors qu'en 2008 il était inférieur à celui de la France.
La commune est hors attraction des villes,. Elle compte 565 emplois en 2018, contre 523 en 2013 et 540 en 2008. Le nombre d'actifs ayant un emploi résidant dans la commune est de 423, soit un indicateur de concentration d'emploi de 133,6 % et un taux d'activité parmi les 15 ans ou plus de 48,9 %.
Sur ces 423 actifs de 15 ans ou plus ayant un emploi, 344 travaillent dans la commune, soit 81 % des habitants. Pour se rendre au travail, 69,1 % des habitants utilisent un véhicule personnel ou de fonction à quatre roues, 9,7 % les transports en commun, 10,9 % s'y rendent en deux-roues, à vélo ou à pied et 10,3 % n'ont pas besoin de transport (travail au domicile).

### Activités hors agriculture

#### Secteurs d'activités
129 établissements sont implantés  à la Salvetat-sur-Agout au 31 décembre 2019. Le tableau ci-dessous en détaille le nombre par secteur d'activité et compare les ratios avec ceux du département,.
| Secteur d'activité                                                                                        | Commune | Commune | Département |
| Secteur d'activité                                                                                        | Nombre  | %       | %           |
| --- | ------- | ------- | ----------- |
| Ensemble                                                                                                  | 129     |         |             |
| Industrie manufacturière, industries extractives et autres                                                | 10      | 7,8 %   | (6,7 %)     |
| Construction                                                                                              | 15      | 11,6 %  | (14,1 %)    |
| Commerce de gros et de détail, transports, hébergement et restauration                                    | 56      | 43,4 %  | (28 %)      |
| Activités financières et d'assurance                                                                      | 2       | 1,6 %   | (3,2 %)     |
| Activités immobilières                                                                                    | 15      | 11,6 %  | (5,3 %)     |
| Activités spécialisées, scientifiques et techniques et activités de services administratifs et de soutien | 8       | 6,2 %   | (17,1 %)    |
| Administration publique, enseignement, santé humaine et action sociale                                    | 13      | 10,1 %  | (14,2 %)    |
| Autres activités de services                                                                              | 10      | 7,8 %   | (8,1 %)     |

Le secteur du commerce de gros et de détail, des transports, de l'hébergement et de la restauration est prépondérant sur la commune puisqu'il représente 43,4 % du nombre total d'établissements de la commune (56 sur les 129 entreprises implantées  à la La Salvetat-sur-Agout), contre 28 % au niveau départemental.

#### Entreprises et commerces
Les cinq entreprises ayant leur siège social sur le territoire communal qui génèrent le plus de chiffre d'affaires en 2020 sont : 
- Cabrol La Salvetat, charcuterie (1 849 k€) ;
- SLVT Logistics, entreposage et stockage non frigorifique (753 k€) ;
- De L'agout, commerce d'alimentation générale (244 k€) ;
- Gigado, restauration traditionnelle (186 k€) ;
- FC Transactions, activités des marchands de biens immobiliers (120 k€).

### Tourisme
- La Salvetat-sur-Agout est une commune du parc naturel régional du Haut-Languedoc et un village-étape sur le chemin de Saint Jacques, voie d'Arles. Lié au barrage hydroélectrique, le plan d'eau de la Ravièges, « Les Bouldouïres » accueille des milliers de vacanciers.

### Agriculture
La commune est dans les « Plateaux du Sommail et de l'Espinouze », une petite région agricole occupant une frange nord-ouest du département de l'Hérault. En 2020, l'orientation technico-économique de l'agriculture  sur la commune est l'élevage d'ovins ou de caprins.
|               | 1988  | 2000  | 2010  | 2020  |
| ------------- | ----- | ----- | ----- | ----- |
| Exploitations | 77    | 31    | 26    | 24    |
| SAU (ha)      | 1 911 | 1 240 | 1 400 | 1 442 |

Le nombre d'exploitations agricoles en activité et ayant leur siège dans la commune est passé de 77 lors du recensement agricole de 1988  à 31 en 2000 puis à 26 en 2010 et enfin à 24 en 2020, soit une baisse de 69 % en 32 ans. Le même mouvement est observé à l'échelle du département qui a perdu pendant cette période 67 % de ses exploitations,. La surface agricole utilisée sur la commune a également diminué, passant de 1911 ha en 1988 à 1442 ha en 2020. Parallèlement la surface agricole utilisée moyenne par exploitation a augmenté, passant de 25 à 60 ha.

### Entreprise
- Eau de La Salvetat (groupe Danone).

## Culture locale et patrimoine

### Lieux et monuments
Le village a fait partie de l'association « Les Plus Beaux Villages de France », mais n'est plus labellisé à ce jour.
- Église Saint-Étienne-de-Cavall de La Salvetat-sur-Agout.
- Chapelle du Sacré-Cœur-de-Jésus de Bonneval.
- Chapelle Saint-Étienne-de-Cavall de La Salvetat-sur-Agout (actuelle chapelle du cimetière), datant du 4e quart du XIe siècle, remaniée aux XVe, XVIe et XIXe siècles. L'édifice a été inscrit au titre des monuments historiques en 1976[57].
- Le château d'Arifat, ancienne résidence d'été des évêques de Saint-Pons-de-Thomières.
- La Vierge noire de Saint-Étienne-de-Cavall.
- Sur le cimetière de Cavall la section des tombes de guerre.
- La cité médiévale, la ville a laissé en héritage des vestiges remarquables dont une chapelle romane, et un pont du XIIe siècle. Le vieux village recèle de belles voûtes à la tour de Cazal. La Salvetat offre de belles toitures d'ardoise qui s'enroulent en colimaçon autour du clocher de l'église.
- Les ruelles du vieux village.
- Le pont de Saint-Étienne, sur la Vèbre. Inscrit sur l'inventaire supplémentaire des monuments historiques le 31 janvier 1964.
- Le Lac de la Raviège (canoë l'été)
- Statues-menhirs

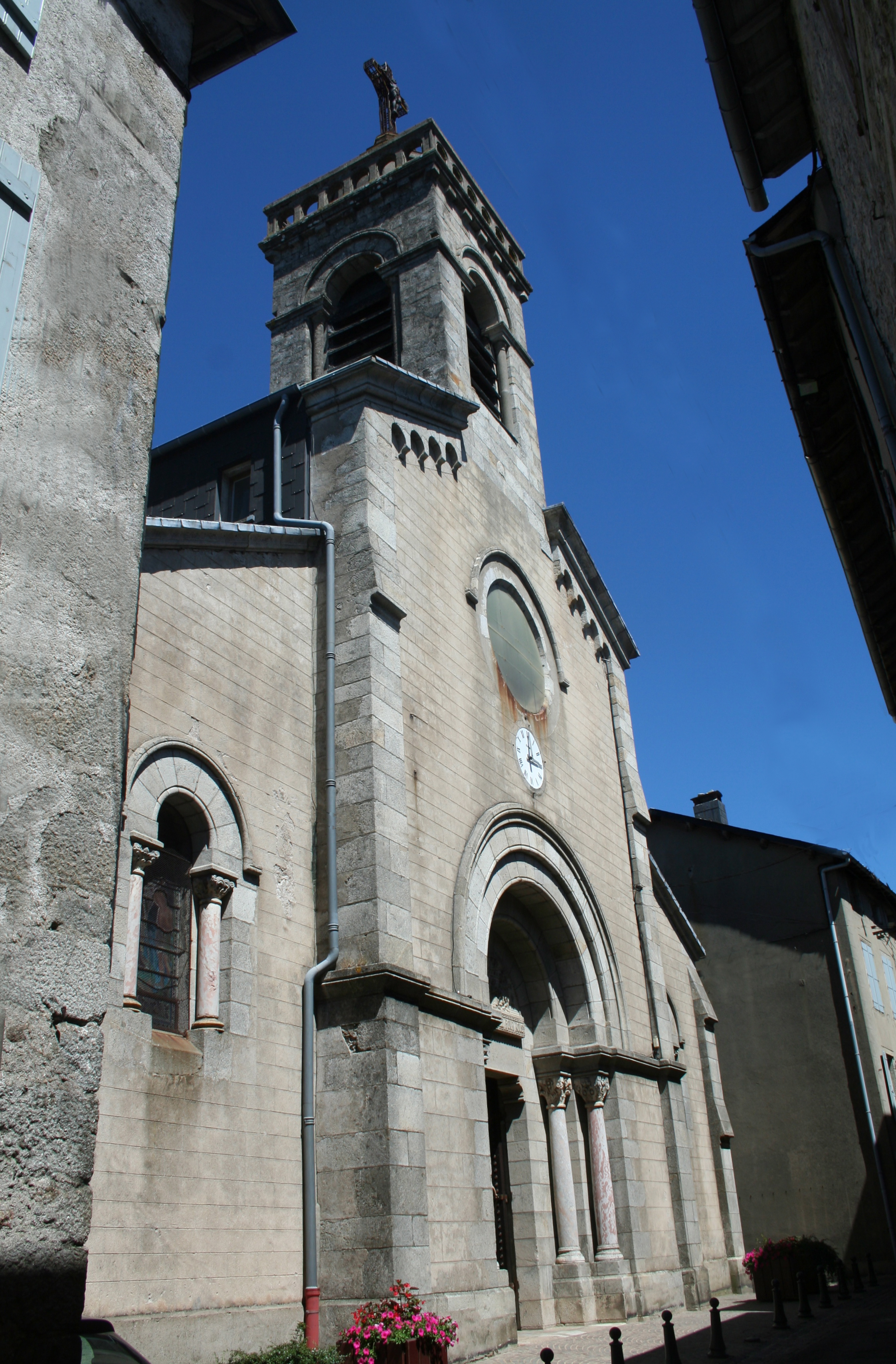
L'église Saint-Étienne-de-Cavall de La Salvetat-sur-Agout.
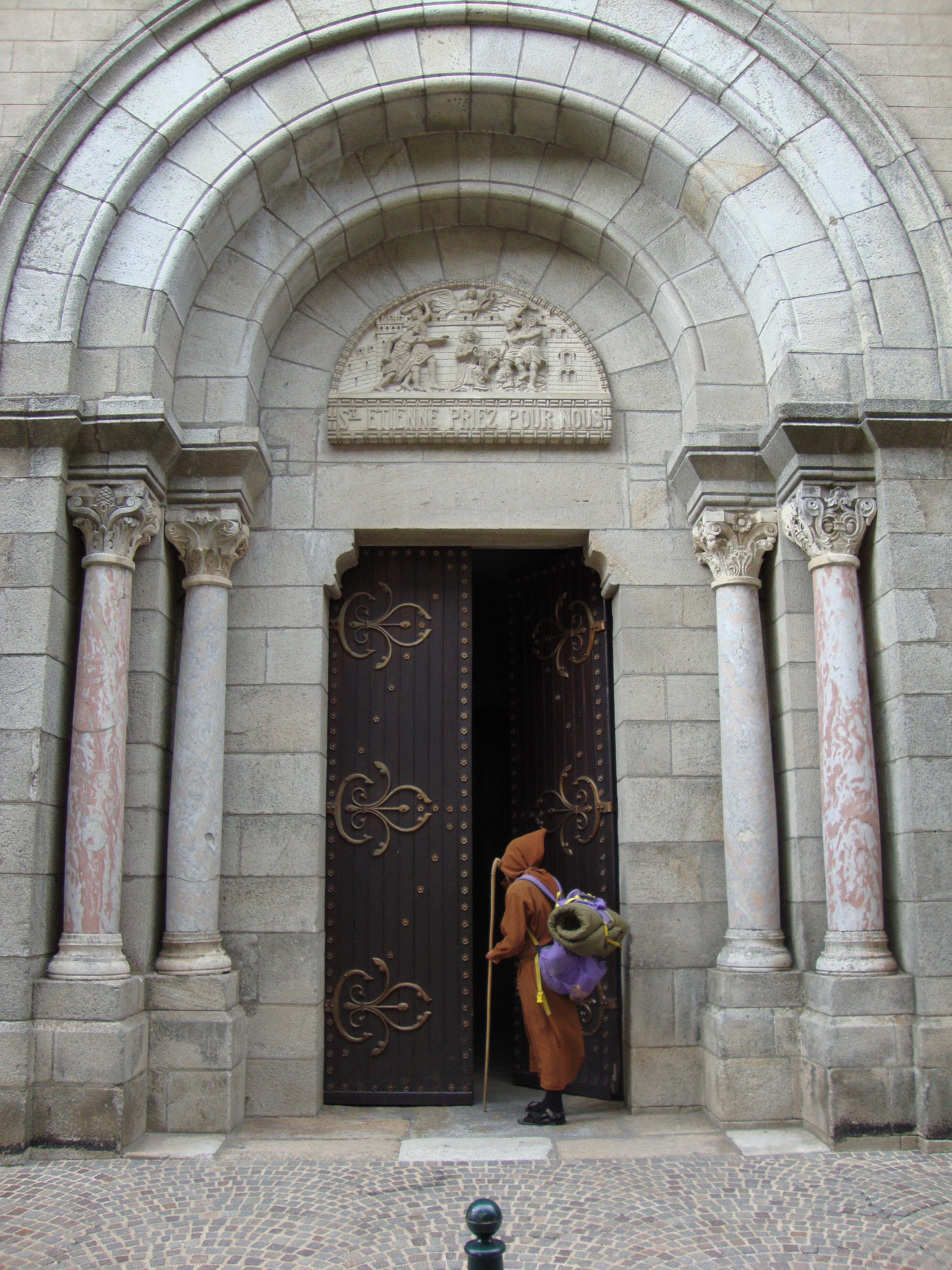
Le portail de l'église Saint-Étienne avec un pèlerin entrant.
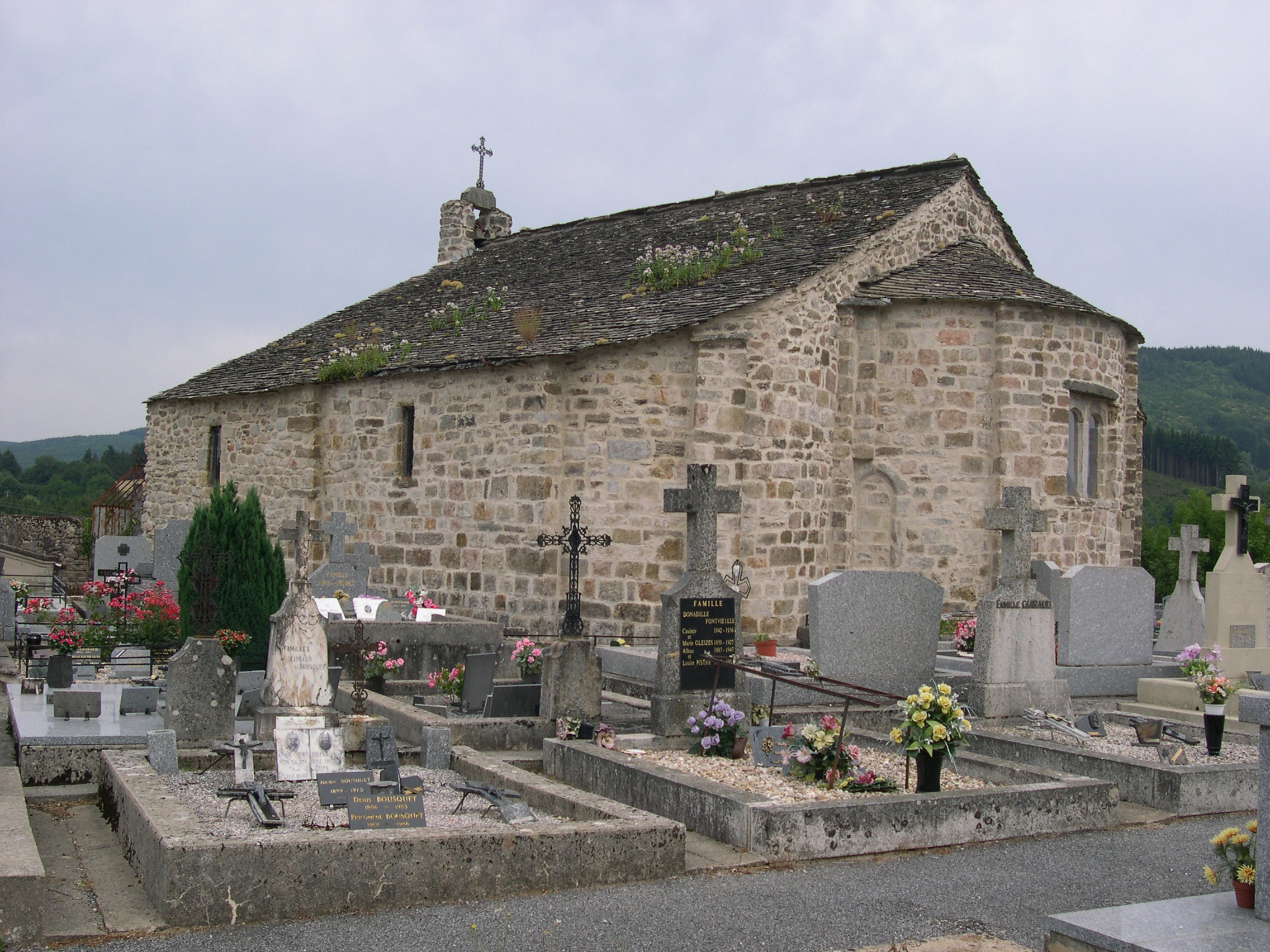
Chapelle Saint-Étienne-de-Cavall de La Salvetat-sur-Agout.
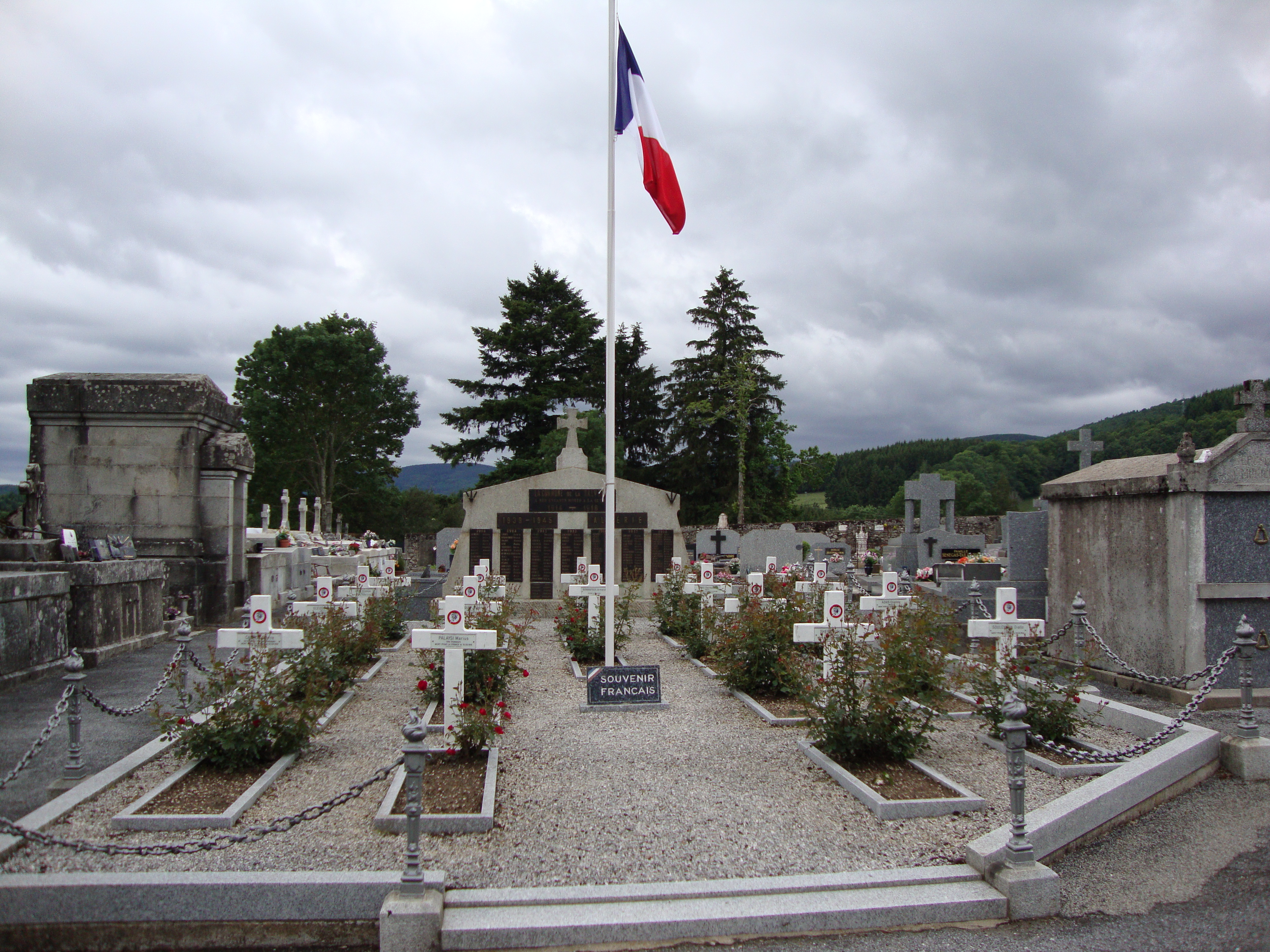
Le cimetière de guerre.
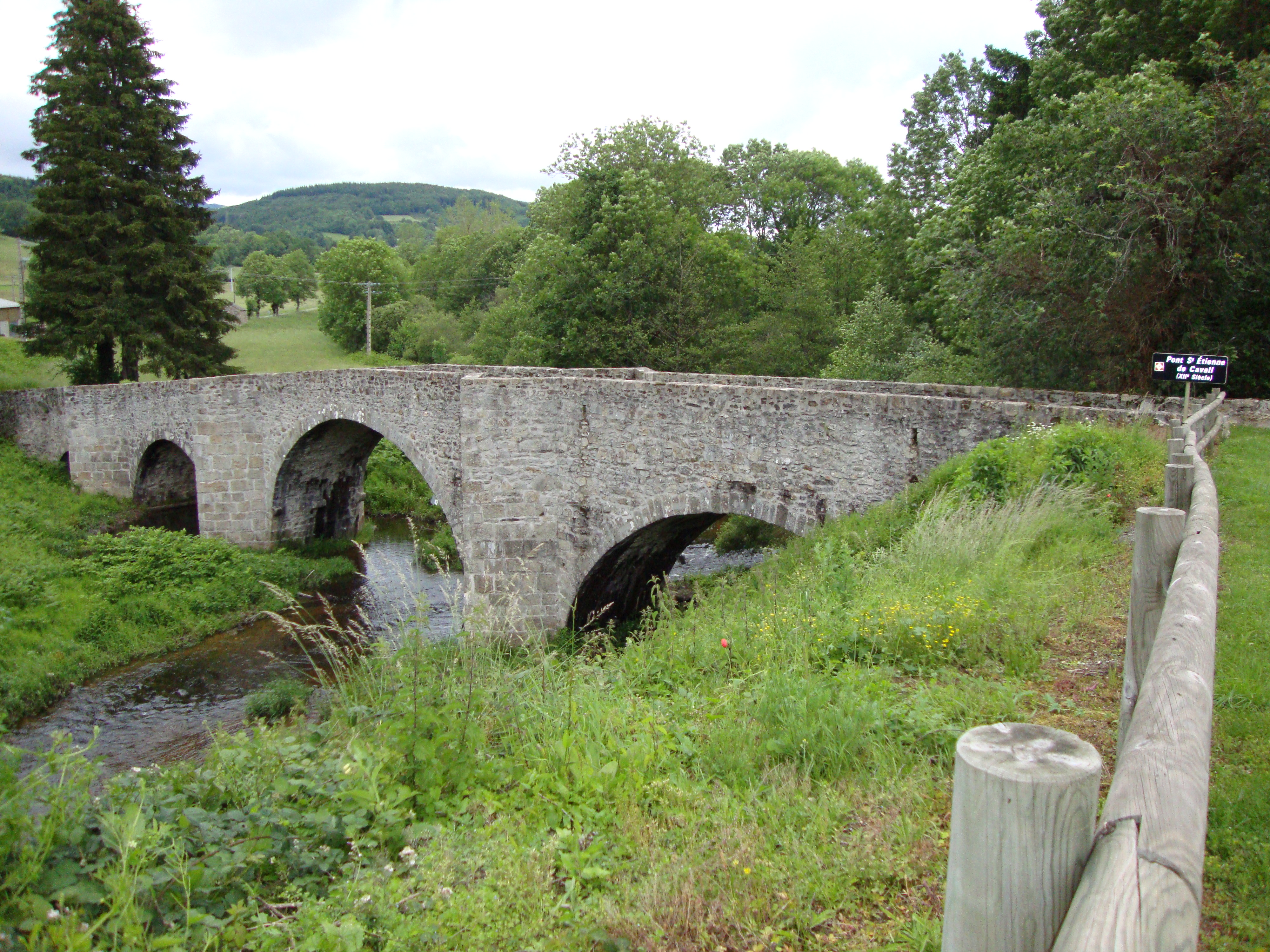
Le pont de Saint-Étienne-de-Cavall sur la Vèbre.
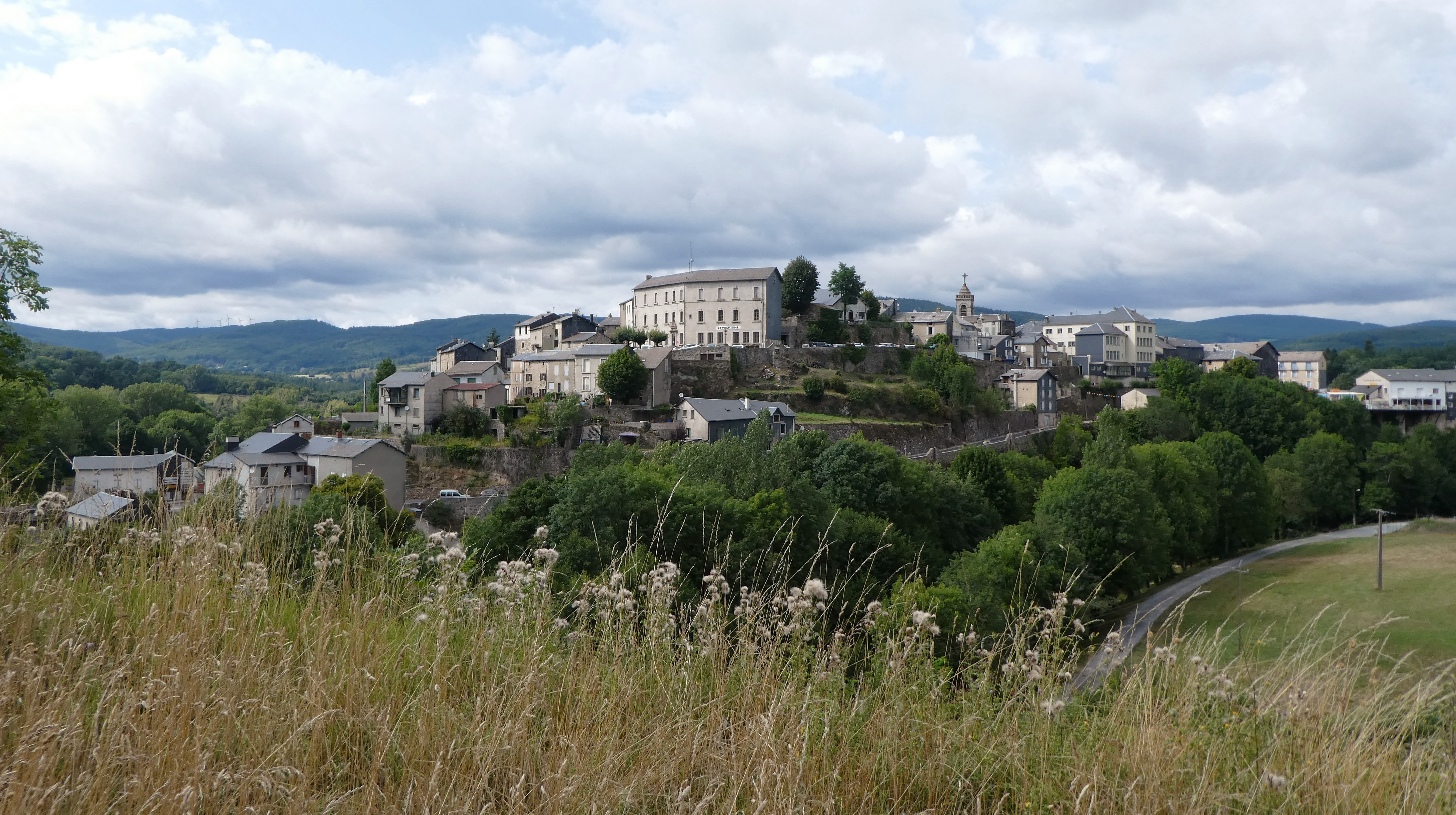
La Salvetat-sur-Agout, août 2017.
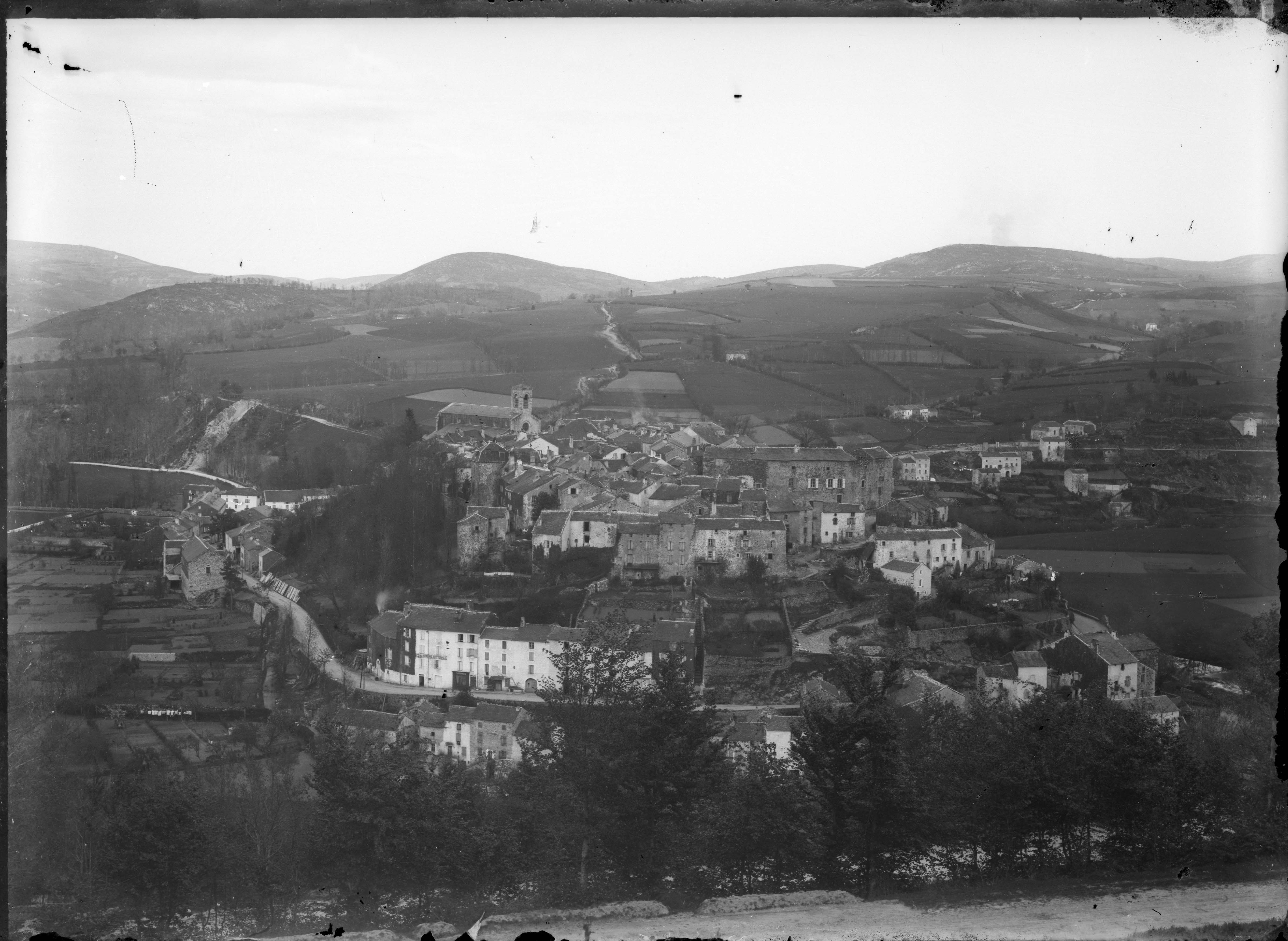
Photographie de La Salvetat sur Agout (1920).

### Personnalités liées à la commune
- Jacques-Maurice de Saint-Palais, évêque de Vincennes (Indiana) au XIXe siècle.
- André Soulas